# Diane Bui Duyet
Diane Bui Duyet (ur. 22 grudnia 1979 w Numea) – francuska pływaczka urodzona na Nowej Kaledonii, dwukrotna wicemistrzyni Europy (basen 25 m).
Specjalizuje się w pływaniu stylem motylkowym. Jej największym sukcesem jest srebrny medal mistrzostw Europy na krótkim basenie w Stambule w 2009 roku oraz rok wcześniej w Rijece na dystansie 100 m tym stylem.